# Roméo de Lucques
Pour les articles homonymes, voir Limoges (homonymie).
Pour les articles homonymes, voir Roméo.
Roméo (mort vers 1380) était un frère convers (qui se consacre aux travaux manuels) de l'ordre des Carmes du monastère de Limoges. Il s'est rendu en Terre sainte avec le prêtre Avertan (ou Avertain), du même monastère. Puis ils sont allés ensemble à Rome effectuer un autre pèlerinage. Ils y ont contracté la peste, et sont morts à Lucques, en Toscane. 
Comme on ignorait son nom, on l'enterra sous celui de Roméo qui, au Moyen Âge, désignait les Romains ou, d'après romaeus, un pèlerin de Rome, puis un pèlerin en général, et c'est sous ce nom qu'il fut béatifié.
Ils eurent de belles funérailles. On les plaça dans les autels, on leur composa une biographie merveilleuse : ils étaient venus de si loin, pour aller auprès du tombeau du Christ. 
Roméo est fêté le 4 mars, et Avertain le 25 février, jour de leur mort respective estimée vers 1380. Après plusieurs translations, leur corps reposent depuis 1826 en la basilique des Saints-Paulin-et-Donat (it) de Lucques (basilica dei Santi Paolino e Donato di Lucca). En 1842, le culte du bienheureux Roméo est confirmé ab immemorabilis. 
Ils sont tous les deux fêtés comme bienheureux, Avertan le 25 février,.    

### Articles liés
- Roméo